# 孔雀颈鳍鱼
孔雀颈鳍鱼（学名：Iniistius pavo），又名孔雀連鰭唇魚、巴父虹彩鯛，为隆頭魚科離鰭魚屬下的一个种。

## 分布
本魚分布于印度太平洋區，包括東非、南非、紅海、留尼旺、塞席爾群島、模里西斯、馬爾地夫、印度、斯里蘭卡、可可群島、聖誕島、中國、臺灣、日本、韓國、菲律賓、印尼、澳洲、關島、新喀里多尼亞、帛琉、密克羅尼西亞、馬里亞納群島、東加、夏威夷群島、瓜地馬拉、宏都拉斯、加拉巴哥群島、法屬波里尼西亞、墨西哥、巴拿馬、哥斯大黎加、薩爾瓦多等海域。

## 深度
水深1至100公尺。

## 特徵
本魚體極側扁，體色與體型變化大。幼魚白色，具黃褐色寬橫帶，背鰭第一、二棘延長，而在頭部形成一條長鞭；成魚頭部陡直略呈方形，魚體灰白色，並具數道暗色寬橫帶，體中央具黃斑，背部有一黑點，尾鰭圓形，體長可達41公分。

## 生態
本魚棲息在礁沙混合區，幼魚模擬海藻碎屑隨水流漂動，受驚嚇時會躲入沙中，夜晚潛沙而眠，屬肉食性，以小型底棲動物為食，具性轉變。

## 經濟利用
可食用或做觀賞魚。